# Daniëlle de Jong
Daniëlle de Jong (Geldermalsen, 11 ottobre 2002) è una calciatrice olandese, portiere della Juventus e della nazionale olandese.

## Carriera

### Club
De Jong ha iniziato la carriera nel VV Tricht, club dell'omonima località della municipalità di West Betuwe, dove gioca a livello giovanile nelle squadre miste. In seguito notata dagli osservatori della Federcalcio olandese (KNVB), viene invitata a proseguire il percorso agonistico affiancandolo a quello scolastico nel CTO Eindhoven, il centro di formazione nato dalla collaborazione tra Comitato Olimpico (NOC*NSF) e Ministero della salute, del benessere e dello sport dei Paesi Bassi sito ad Eindhoven, tesserandosi infine per il PSV.
Dopo aver iniziato la trafila nelle giovanili del PSV, dalla stagione 2020-2021 viene aggregata alla prima squadra dove, alla guida tecnica di Sander Luiten, fa il suo debutto in Eredivisie, massimo livello del campionato nazionale di categoria, il 1º novembre 2020, alla 5ª giornata di campionato, scendendo in campo da titolare nella netta vittoria esterna per 6-0 sull'Excelsior. Pochi mesi più tardi, nel febbraio 2021, ha firmato il suo primo contratto da professionista con il PSV, la prima a provenire dal vivaio femminile del club. Qui rimane tre stagioni, trovando però poco spazio, per la presenza in rosa dell'esperta nazionale Sari van Veenendaal nelle prime due e di Lisan Alkemade, che la sostituisce come portiere titolare dopo il suo ritiro. Nonostante aver marcato complessivamente solo 8 presenze tra campionato, coppa ed Eredivisie Cup, De Jong condivide con le compagne la conquista del suo primo trofeo in carriera, la Coppa dei Paesi Bassi 2020-2021.
Nel frattempo, durante la sessione invernale di calciomercato 2023 il Twente, in previsione del posto vacante dopo la decisione di Daphne van Domselaar di trasferirsi in Inghilterra, le offre il ruolo di titolare tra i pali della sua squadra dalla stagione entrante. Il 15 febbraio 2023 De Jong decide quindi di firmare un contratto biennale che la legherà al nuovo club fino a giugno 2025. Le due stagioni con la maglia del nuovo club sono ricche di soddisfazioni professionali; tra le più utilizzate giocatrici dal tecnico Joran Pot, oltre ad aver conquistato tutti i trofei destinati ai tornei femminili nei Paesi Bassi, riesce a debuttare in UEFA Women's Champions League nel corso dell'edizione 2023-2024, occasione sfumata nelle sue prima due stagioni al PSV.
A contratto in scadenza, durante la pausa estiva 2025 viene annunciato il suo trasferimento per quella che è la sua prima esperienza professionale all'estero, firmando un contratto triennale con le italiane della Juventus.

## Statistiche

### Presenze e reti nei club
Statistiche (parziali) aggiornate al 17 maggio 2025.
| Stagione        | Squadra         | Campionato      | Campionato | Campionato | Coppe nazionali | Coppe nazionali | Coppe nazionali | Coppe continentali | Coppe continentali | Coppe continentali | Altre coppe | Altre coppe | Altre coppe | Totale | Totale |
| Stagione        | Squadra         | Comp            | Pres       | Reti       | Comp            | Pres            | Reti            | Comp               | Pres               | Reti               | Comp        | Pres        | Reti        | Pres   | Reti   |
| --------------- | --------------- | --------------- | ---------- | ---------- | --------------- | --------------- | --------------- | ------------------ | ------------------ | ------------------ | ----------- | ----------- | ----------- | ------ | ------ |
| 2020-2021       | PSV             | E               | 1          | 0          | CPB             | 0               | 0               | UWCL               | -                  | -                  | EC          | 0           | 0           | 1      | 0      |
| 2021-2022       | PSV             | E               | 0          | 0          | CPB             | 0               | 0               | UWCL               | 0                  | 0                  | EC          | 0           | 0           | 0      | 0      |
| 2022-2023       | PSV             | E               | 3          | -1         | CPB             | 3               | -5              | -                  | -                  | -                  | EC          | 1           | -5          | 7      | -11    |
| Totale PSV      | Totale PSV      | Totale PSV      | 4          | -1         | -               | 3               | -5              | -                  | 0                  | 0                  | -           | 1           | -5          | 8      | -11    |
| 2023-2024       | Twente          | E               | 18         | -16        | CPB             | 1               | 0               | UWCL               | 4                  | -6                 | EC+SPB      | - + 1       | - + -2      | 24     | -24    |
| 2024-2025       | Twente          | E               | 15         | -12        | CPB             | -               | -               | UWCL               | 1                  | 0                  | EC+SPB      | - + 0       | - + 0       | 16     | -12    |
| Totale Twente   | Totale Twente   | Totale Twente   | 33         | -28        | -               | 1               | 0               | -                  | 5                  | -6                 | -           | - + 1       | - + -2      | 40     | -36    |
| 2025-2026       | Juventus        | A               | -          | -          | CI              | -               | -               | UWCL               | -                  | -                  | SI          | -           | -           | -      | -      |
| Totale carriera | Totale carriera | Totale carriera | 37         | -29        | -               | 4               | -5              | -                  | 5                  | -6                 | -           | - + 1       | - + -2      | 48     | -47    |

## Palmarès

### Club
- Campionato olandese: 2

Twente: 2023-2024, 2024-2025
- Coppa dei Paesi Bassi: 1

PSV: 2020-2021
Twente: 2024-2025
- Eredivisie Cup: 1

Twente: 2023-2024
- Supercoppa dei Paesi Bassi: 2

Twente: 2023, 2024